# 中ノ島 (島根県)
中ノ島（なかのしま）は、日本の島根県・隠岐諸島の島前に属する島の一つ。海士島（あまとう）の別名で呼ばれることもあり、隠岐郡海士町の主島となっている。

## 地勢
- 面積　32.31km2
- 周囲　約89.1km
- 人口　約2,400人

## 沿革
- 1904年（明治37年）4月1日 島嶼町村制が廃止され、海士村1村により構成される海士郡を再置
- 1969年（昭和44年）1月1日 海士村が町制を施行し海士町となる
- 1969年（昭和44年）4月1日 海士郡が知夫郡・周吉郡・穏地郡と共に廃止され隠岐郡の所属となる

## 交通
- 隠岐汽船

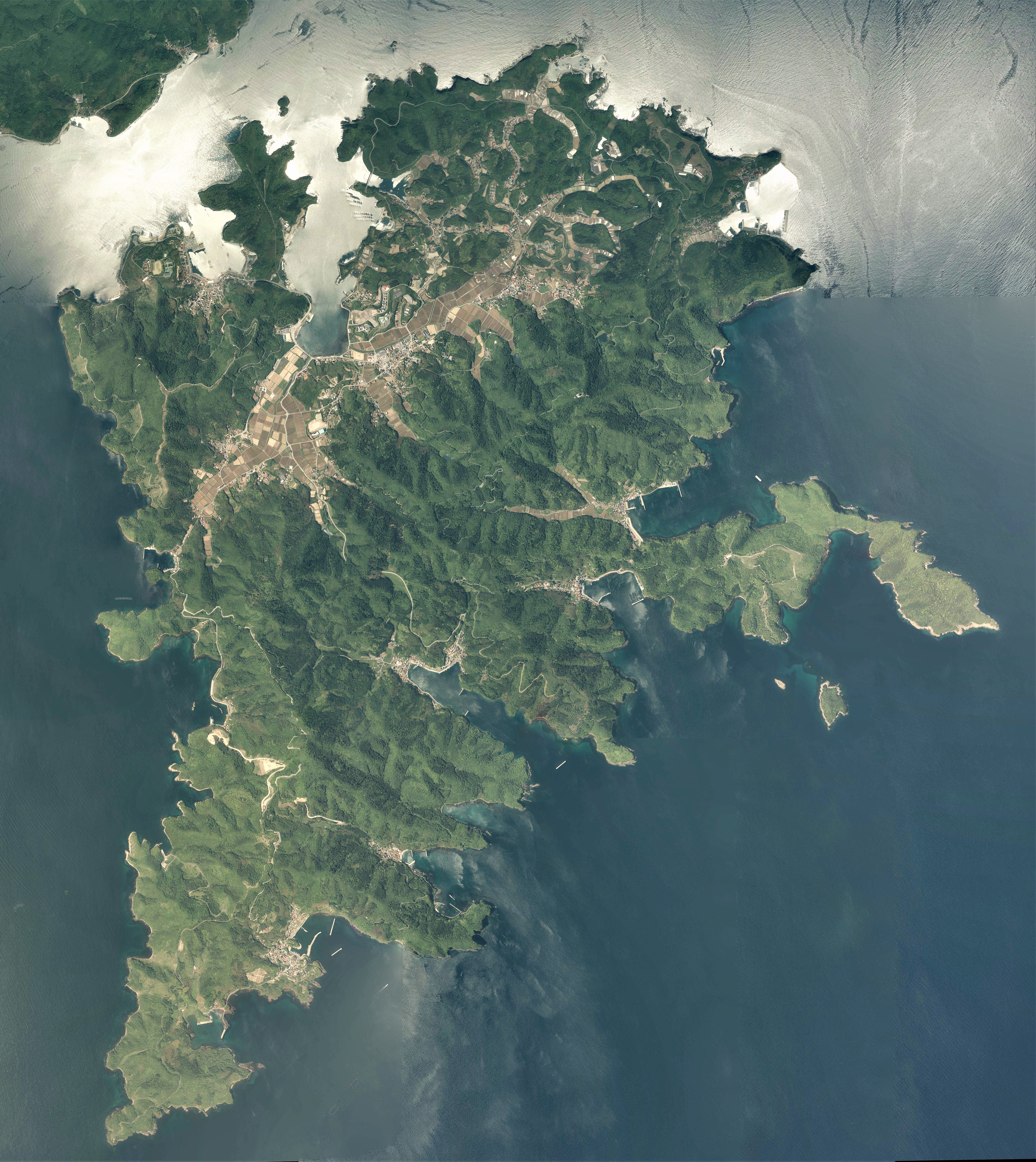
中ノ島周辺の空中写真。。2015年撮影の18枚を合成作成。

  - 七類港 - 菱浦港 （フェリーで3時間10分）

松江市・七類港から直行便ないし西ノ島（西ノ島町）の別府港や知夫里島（知夫村）の来居港を経由する便が出ている。また、島前地域の島間移動には隠岐観光の島前内航船（フェリー・高速船）が利用可能。隠岐空港が有る島後島（隠岐の島町）との間は本土と同様、隠岐汽船が唯一の移動手段である。
島内の移動手段は隠岐海士交通の路線バスが利用可能。

## 主な施設・観光名所
- 隠岐神社
- 奈伎良比売神社
- 宇受賀命神社
- 建国寺
- 後鳥羽上皇御火葬塚
- 明屋海岸
- 明屋海岸キャンプ場